# İlhan Selçuk
İlhan Selçuk (11 de marzo de 1925 – 21 de junio de 2010) fue un abogado, periodista, novelista y editor de diarios turco.

## Biografía
Selcuk nació en la provincia oriental turca de Aydin en 1925, de ascendencia armenia. Se graduó en derecho en la Universidad de Estambul en 1950 y, poco después, empezó a escribir para revistas y diarios. También escribió numerosos libros y novelas entre los que destacan Ağlamak ve Gülmek (Reír y llorar), Japon Gülü (Rosa japonesa), Ziverbey Köşku (Mansión Ziverbey), Güzel Amerikalı (La bella americana) y Düşünüyorum Öyleyse Vurun (Creo pues que me han disparado).
Selcuk fue el cofundador de la revista política, Yön, que estuvo en el mercado de 1961 a 1967. En el golpe de Estado militar de 1971, fue detenido y torturado en la Ziverbey Villa.
Selcuk fue editor de Cumhuriyet, un famoso diario turco. Fue detenido el 21 de marzo de 2008, al ser acusado de estar implicado en la red Ergenekon. Colegas y políticos de la oposición, incluido el líder del Partido Popular Republicano Kemal Kılıçdaroğlu, denunciaron la detención e investigación de Selcuk que desembocaron en el deterioro de su salud y su posterior muerte. Selcuk fue liberado al día siguiente y llevado a juicio sin arresto.
İlhan Selçuk murió en Estambul de un fallo multiorgánico el 21 de junio de 2010 a los 85 años. Estaba hospitalizado en el Vehbi Koç Foundation American Hospital desde el 24 de enero de 2010 por un tratamiento de la enfermedad cerebral isquémica
 y un ataque cardíaco posterior.